# Vitálišovce
Vitálišovce (maďarsky Vitálisfalu) jsou městskou částí města Liptovský Mikuláš.

## Poloha
Vitálišovce se nacházejí v Liptovské kotlině, na levém břehu potoka Smrečianka , na východním úpatí vrchu Háje (746,5 m n. m.), na okraji silnice III. třídy do obce Žiar, na severovýchodním okraji města, 4 km na východ od jeho centra. K městu byly Vitálišovce přičleněny v roce 1971 a v současnosti již stavebně splynuly s jižněji ležícím sídlištěm Podbreziny. Západně od této městské části se nachází lyžařský vlek,

## Pamětihodnosti
- Evangelická zvonice, zděná stavba na půdorysu obdélníku s jehlancovou helmicí z období kolem roku 1881.
- Na vojenském hřbitově Areál piety na kótě 748 Háj  je 1415 hrobů a je zde pohřbeno 1 361 příslušníků 1. československého armádního sboru v SSSR.